# Chimarra tallawalla
Chimarra tallawalla is een schietmot uit de familie Philopotamidae. De soort komt voor in het Australaziatisch gebied.